# Шпиранович, Мэттью
Мэ́ттью То́мас Шпира́нович (англ. Matthew Thomas Špiranović; 27 июня 1988, Джелонг, Австралия) — англо-австралийский футболист хорватского происхождения, защитник клуба «Мельбурн Виктори». Выступал за сборную Австралии. Участник Олимпиады-2008.

## Карьера
9 июля 2012 года Шпиранович подписал контракт с катарским клубом «Аль-Араби» сроком на два года. Причиной перехода Мэттью стала его хорошая и надежная игра в Джей-лиге за «Урава Ред Даймондс». Также Шпиранович был в поле зрения клубов Премьер-лиги — «Суонси Сити» и «Ливерпуля», но он выбрал «Аль-Араби», тем самым последовав за другими футболистами из Австралии — Сашей Огненовским и Марком Брешиано, которые немного раньше тоже перебрались в чемпионат Катара.
2 октября 2013 года Шпиранович подписал контракт с клубом Эй-лиги «Уэстерн Сидней Уондерерс».
16 июля 2015 года Шпиранович перешёл в клуб Китайской Суперлиги «Ханчжоу Гринтаун».
22 июня 2018 года Шпиранович вернулся в Эй-лигу, подписав однолетний контракт с «Перт Глори». По истечении контракта покинул клуб.
В июле 2021 года заключил однолетнее соглашение с «Мельбурн Виктори».

## Достижения
Нюрнберг
- Кубок Германии (1): 2006/07

Уэстерн Сидней Уондерерс
- «Премьер»: 2012/2013
- Победитель Лиги чемпионов АФК: 2014

Перт Глори
- «Премьер»: 2018/2019

Мельбурн Виктори
- Обладатель Кубка Австралии: 2021